# Mikael Renberg
Mikael Renberg (* 5. Mai 1972 in Piteå) ist ein ehemaliger schwedischer Eishockeystürmer, der in seiner aktiven Zeit von 1988 bis 2009 unter anderem für die Philadelphia Flyers, Tampa Bay Lightning, Phoenix Coyotes und Toronto Maple Leafs in der National Hockey League gespielt hat.

## Karriere
Mikael Renberg begann seine Karriere 1988 in seiner Heimatstadt Piteå bei Piteå HC in der ersten Division. Mit seinen ersten beiden Saisons konnte er die NHL-Scouts auf sich aufmerksam machen und so wurde er im NHL Entry Draft 1990 in der zweiten Runde an Position 40 von den Philadelphia Flyers ausgewählt. Daraufhin wechselte Renberg in die Elitserien zu Luleå HF, wo er noch drei Jahre spielte.
1993 ging Renberg nach Nordamerika und spielte seine erste Saison für die Philadelphia Flyers. Er konnte mit 82 Punkten in 83 Spielen gleich beeindrucken und wurde nur von Torhüter Martin Brodeur in der Wahl zur Calder Memorial Trophy für den besten Rookie der Saison geschlagen. Mit den 82 Punkten setzte er aber auch eine Marke, die er im Laufe seiner Karriere nicht mehr erreichen sollte. Über 59 Punkte sollte er in der NHL nicht mehr hinaus kommen.
Ab der Saison 1994/95 bildete er zusammen mit John LeClair und Eric Lindros die "Legion of Doom"-Reihe. Sie führten das Team 1997 ins Stanley-Cup-Finale, wo sie allerdings den Detroit Red Wings unterlagen. Nur zwei Monate später wurde Renberg zu den Tampa Bay Lightning transferiert und wurde gleich zum Mannschaftskapitän ernannt. 
Doch nur 14 Monate später holten ihn die Flyers im Dezember 1998 in einem Transfergeschäft wieder zurück. Im März 2000 wurde er an die Phoenix Coyotes abgegeben, wo er noch ein paar Spiele in der Regulären Saison und in den Playoffs absolvierte, dann aber seinen Vertrag nicht verlängerte.
Er kehrte im Sommer 2000 zurück nach Schweden und bestritt dort die Saison 2000/01 bei Luleå HF in der Elitserien. Dort blühte er nochmal als Topscorer auf und erhielt den Guldpucken als bester schwedischer Spieler des Jahres. Nach der Saison unterschrieb er einen Vertrag bei den Toronto Maple Leafs. Dort bewies er seine Fähigkeiten als defensivstarker Angreifer und spielte drei Jahre für Toronto. Im Sommer 2004 begann der Lockout in der NHL und die Saison 2004/05 wurde abgesagt. Wie viele Spieler wechselte auch er nach Europa um in der Zeit trotzdem Eishockey zu spielen. Es zog ihn wieder zu Luleå HF.
Während im Sommer 2005 die meisten Spieler wieder nach Nordamerika zurückkehrten, blieb Renberg in Schweden und spielte dort erfolgreich für Luleå. Nach drei Jahren trennten sich aber die Wege und Renberg wechselte zum Konkurrenten Skellefteå AIK, bei dem er im Anschluss an die Saison 2008/09 seine Karriere beendete.

## Erfolge und Auszeichnungen
| - 1993 Schwedischer Vizemeister mit dem Luleå HF - 1994 NHL All-Rookie Team - 1995 Viking Award | - 1995 Schwedisches Welt-All-Star-Team - 2001 Guldpucken - 2001 Schwedisches Welt-All-Star-Team |

### International
| - 1990 Goldmedaille bei der U18-Junioren-Europameisterschaft - 1992 Silbermedaille bei der U20-Junioren-Weltmeisterschaft - 1993 Silbermedaille bei der Weltmeisterschaft | - 1993 All-Star-Team der Weltmeisterschaft - 1998 Goldmedaille bei der Weltmeisterschaft - 2001 Bronzemedaille bei der Weltmeisterschaft |